# オーディン (人工衛星)
オーディン（Odin）はスウェーデンのサブミリ波観測衛星。2001年2月20日、ロシア極東のスヴォボードヌイ宇宙基地からスタールト1ロケットにより打ち上げられた。名称は北欧神話の神のオーディンに由来する。
天体物理学と大気学研究が主な目的で、星の形成の仕組みや、オゾン層の減少、地球温暖化の影響が調べられている。
オーディンはスウェーデン宇宙公社により開発されたが、フィンランドの宇宙機関であるTEKES、カナダ宇宙庁、フランス国立宇宙研究センターも関与する国際プロジェクトである。
2007年4月、天文学者はオーディンが酸素分子からなる星間雲の存在を初めて発見したと発表した。